# Próstata
La próstata (del griego antiguo προστάτης, prostátēs, literalmente «que está delante», «protector», «guardián») es una glándula del aparato reproductor masculino presente en la gran mayoría de mamíferos, con forma de castaña. En el hombre está ubicada por delante del recto, debajo y en contacto con la vejiga urinaria y rodeando el origen del conducto de la orina (uretra).

En todos los mamíferos machos, la próstata es una glándula sexual accesoria para producir la mayor parte del volumen del líquido espermático. Durante la eyaculación este órgano recibe el esperma de los conductos deferentes, mezclado con secreciones propias, de las vesículas seminales y las glándulas de Cowper que expulsa a través de la uretra al exterior. 

Las hormonas masculinas estimulan la glándula prostática desde el desarrollo del feto. La próstata continúa su crecimiento hasta que se alcanza la edad adulta y mantiene su tamaño mientras se producen las hormonas masculinas. Si las hormonas masculinas desaparecen, la glándula prostática no puede desarrollarse y reduce su tamaño, a veces hasta casi desaparecer.

La próstata es homóloga, en su origen embrionario y en su fisiología, a las glándulas de Skene de la mujer. 
Las enfermedades más frecuentes de la próstata son la inflamación (prostatitis) y la hiperplasia benigna. El cáncer de próstata  ocupa el segundo lugar de los cánceres en el hombre. 

## Características

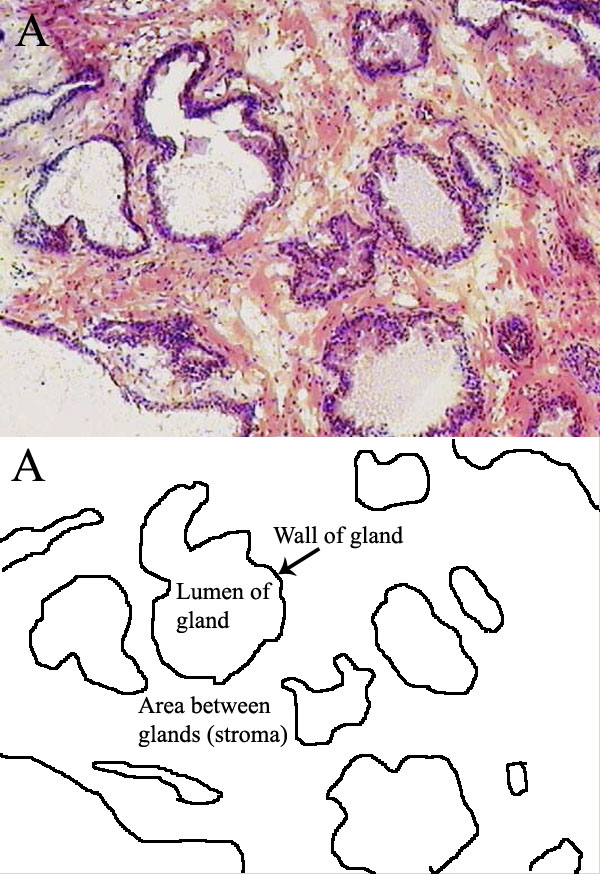
Histología de la Próstata.

La próstata es un órgano glandular, produce una secreción líquida que forma parte del semen, un medio adecuado para la supervivencia de los espermatozoides. La glándula prostática aporta:
- Antígeno
- Fibrinógeno
- Espermina
- Zinc (Zn, de propiedades bactericidas)
- Magnesio (Mg, da un aspecto lechoso al semen)
- Enzimas:
  - Fosfatasas ácidas
  - Fibrinolisina
  - Transglutaminasa (en roedores, densifica el semen de manera que genera un tapón vaginal, evitando la salida del semen, así como la cópula por parte de otro macho).

Justo encima y a los lados de la próstata se encuentran las vesículas seminales, que producen la mayor parte del líquido seminal.
La estructura funcional de la próstata es el acino, formado por células del epitelio y células del estroma, separadas por una membrana basal. En las células glandulares epiteliales, se produce y secreta el antígeno prostático específico (PSA por sus siglas en inglés) y la fosfatasa ácida.

## Anatomía

Corte longitudinal de la próstata (en fucsia), uretra prostática.

La próstata en el hombre se encuentra ubicada en la pelvis, debajo y en contacto con la vejiga urinaria y rodeando el origen del conducto de la orina (uretra), está por delante del recto, por encima del piso pélvico.

Las dimensiones de la Próstata humana son de ≈3,5 centímetros de diámetro en su base en contacto con la vejiga y los diámetros antero-posterior y de arriba-abajo de ≈2,5 centímetros.
La próstata está constituida por dos lóbulos que se fusionan en la línea media y que se dividen en tres segmentos: caudal, craneal e intermedio.

## Drenaje linfático
El drenaje linfático de la próstata se realiza a través de vasos linfáticos que drenan en la superficie exterior de la próstata formando la red periprostática, que drena tanto en los ganglios de la cadena ilíaca externa, como en ganglios sacros y ganglios hipogástricos.

## Zonas de la próstata
En la próstata se pueden distinguir varias zonas.
Los sectores son:

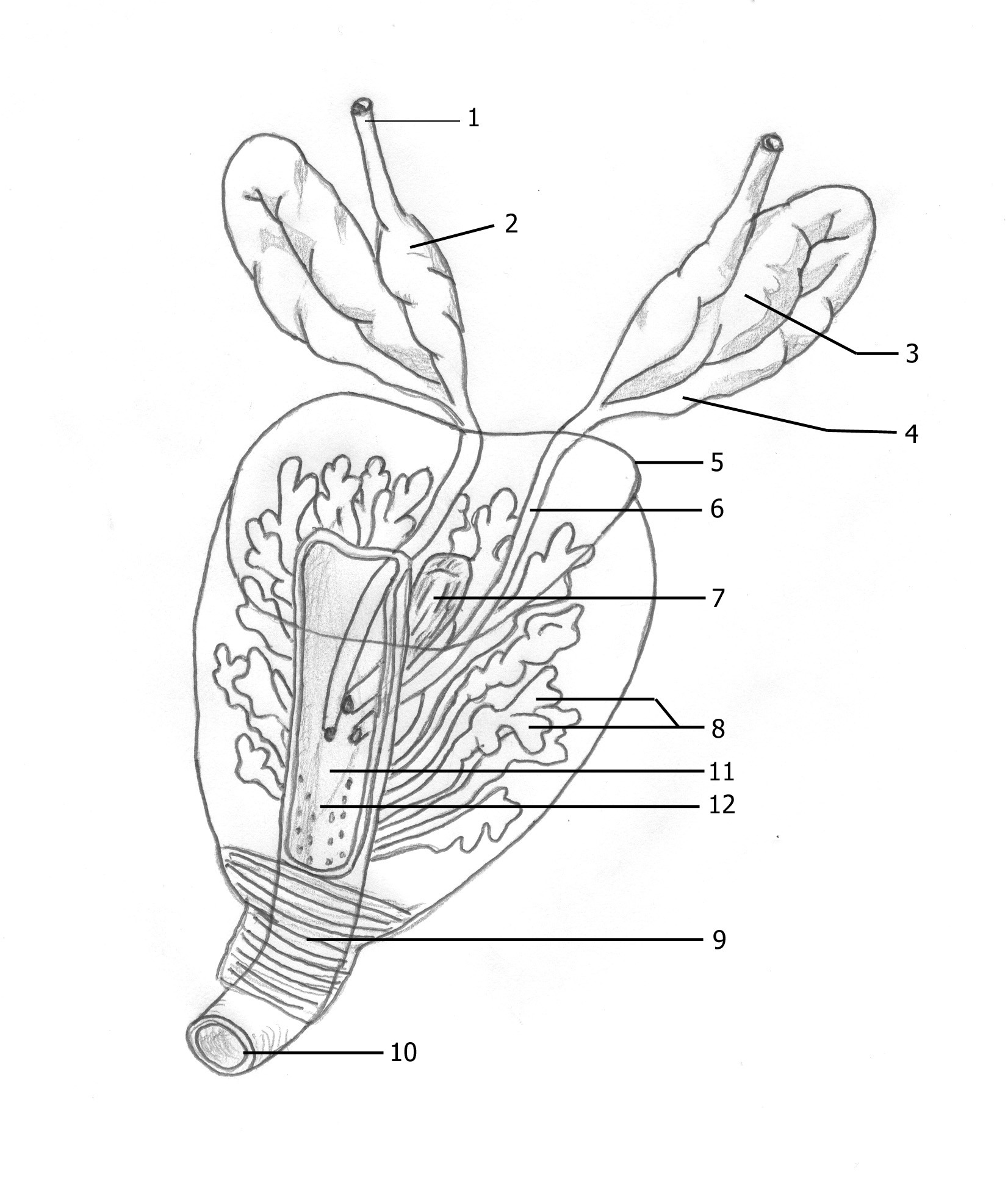
Vista detallada de la próstata en perspectiva tres cuartos:
1. Conducto deferente.
2. Ampolla del conducto deferente.
3. Vesícula seminal.
4. Conducto excretor de la vesícula seminal.
5. Contorno de la próstata.
6. Conducto eyaculador.
7. Utrícula prostática.
8. Sustancia glandular.
9. Esfínter de la uretra.
10. Uretra.
11. Colículo seminal.
12. Cresta uretral.

- Estroma fibromuscular; se extiende posterolateralmente y forma la cápsula.
- La zona transicional, próxima al utrículo prostático y al tejido glandular periuretral. Es asiento de la hiperplasia de próstata.
- La zona central, que rodea a la zona de transición.
- La zona periférica o marginal, que es donde se suele localizar el cáncer, ocupa el 75 % del volumen total.

## Respuesta sexual masculina
Durante el orgasmo, el esperma es transmitido desde los conductos deferentes a la uretra, a través de los conductos eyaculadores que entran en la próstata. Los hombres son capaces de eyacular por medio de la estimulación de la próstata, mediante un masaje prostático; lo cual es aprovechado en los hospitales para obtener muestras rápidas de semen sin necesidad de estimulación sexual o masturbación.

## Exploración
La próstata es palpada por el médico en la exploración física mediante tacto rectal. Las pruebas de imagen que visualizan la próstata son la ecografía transrectal, la tomografía axial computarizada y la resonancia magnética nuclear, principalmente.

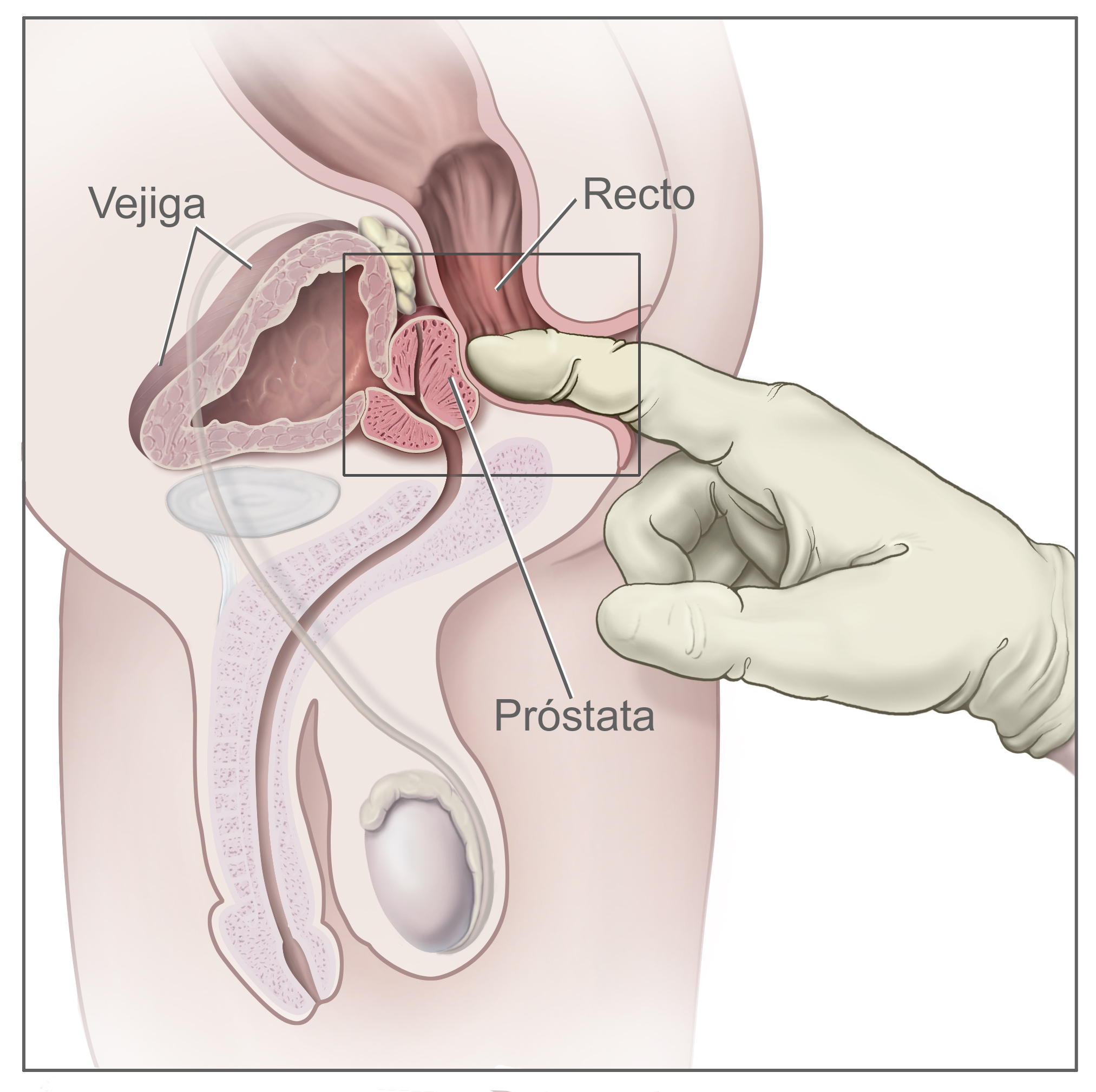
Exploración rectal de la próstata.

## Enfermedades más frecuentes
En la próstata humana las enfermedades más frecuentes son la prostatitis, la hiperplasia benigna y el cáncer. 

### Prostatitis
La prostatitis. Es una inflamación de la próstata. Puede ser infecciosa o no. Puede producir síntomas de infección urinaria, pero con urocultivos negativos. Las prostatitis agudas pueden ser causadas por enfermedades de transmisión sexual. A menudo dan muchos síntomas e incluso fiebre. Las prostatitis crónicas suelen asentarse en las próstatas grandes, de personas de más de 50 años con hipertrofia prostática benigna. Los síntomas pasan generalmente desapercibidos. El tratamiento antibiótico suele tardar semanas en las prostatitis.

### Hiperplasia
La hiperplasia benigna de próstata, Hiperplasia Prostática Benigna (HPB) o adenoma prostático. No se trata de cáncer, sino de crecimiento del órgano (al contrario que la mayoría, que tienden a atrofiarse con la edad) hasta llegar a hipertrofiarse. Son cambios normales que sufre la próstata en los hombres a medida que envejecen. Puede causar síntomas de irritación de la vejiga, como urgencia para orinar, menor fuerza en el chorro de orina, u orinar repetidas veces; esto se denomina prostatismo. Posee diferentes complicaciones, tales como infecciones urinarias a repetición, retención urinaria completa, insuficiencia renal, hematuria y litiasis vesical.

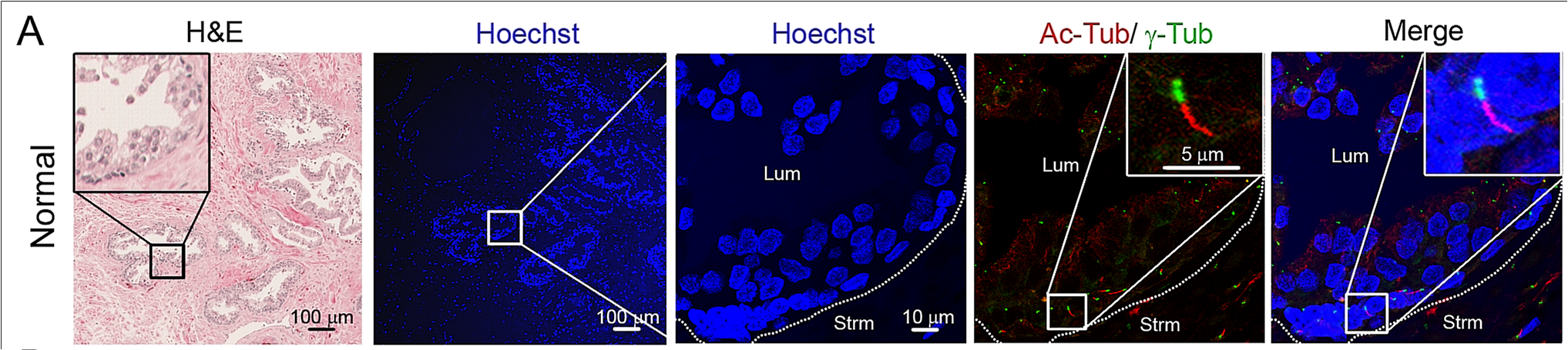
Cilia Primaria en células basales dentro de la Próstata.

### Cáncer
El cáncer de próstata. Es muy común en los hombres. Estudios corroboran su presencia en hombres de edad avanzada mediante una biopsia de próstata. En la mayoría de los hombres evoluciona paulatinamente (mueren por causas naturales muchos años después) sin que el cáncer afecte su calidad de vida. En unos pocos casos el cáncer es agresivo. Según el estadio de la neoplasia, los tratamientos varían, desde la cirugía y radioterapia con fines curativos hasta tratamientos paliativos con hormonoterapia y quimioterapia.

## Día Mundial contra el Cáncer de Próstata
El día 15 de septiembre se conmemora el Día Internacional de la Salud Prostática. El objetivo de este Día Mundial contra el Cáncer de Próstata es incidir en la necesidad de las revisiones periódicas con el urólogo, ya que el 90% de los nuevos casos de cáncer de próstata se diagnostican en estas revisiones.

### Galería
|                         |
| Lóbulos de la próstata. |

|                       |
| Zonas de la próstata. |

|                                   |
| Sistema linfático de la próstata. |

|                                                 |
| Fondo de la vejiga con las vesículas seminales. |

|                                                                      |
| Vesículas seminales y ampolla del conducto deferente, vista frontal. |